# بوسانگوآ
بوسانگوآ (به لاتین: Bossangoa) یک منطقهٔ مسکونی در جمهوری آفریقای مرکزی است که در اوهام (جمهوری آفریقای مرکزی) واقع شده‌است. بوسانگوآ ۳۸٬۴۵۱ نفر جمعیت دارد و ۴۶۵ متر بالاتر از سطح دریا واقع شده‌است.